# Aziatisch-Oceanisch kampioenschap korfbal 1994
Het Aziatisch-Oceanisch kampioenschap korfbal 1994 was de derde editie van dit internationale toernooi.
Het deelnemersveld van deze editie bestond uit 4 landenteams (net als de 1e editie) en het toernooi werd gespeeld in Australië.
Voor de eerste keer in de toernooihistorie deed Zuid-Afrika mee als deelnemer.

## Deelnemers
- Australië (gastland)
- Chinees Taipei (titelverdediger)
- Indonesië
- Zuid-Afrika

## Toernooi

### Poule Fase
|                 |                |         |           |                                    |
| 10 oktober 1994 | Chinees Taipei | 42 - 10 | Indonesië | Scheidsrechter: Bruce Bungey (AUS) |
| 10 oktober 1994 |                |         |           | Scheidsrechter: Bruce Bungey (AUS) |

|                 |           |        |             |                                  |
| 10 oktober 1994 | Australië | 17 - 6 | Zuid-Afrika | Scheidsrechter: Jan van de Heide |
| 10 oktober 1994 |           |        |             | Scheidsrechter: Jan van de Heide |

|                 |             |        |                |                                  |
| 11 oktober 1994 | Zuid-Afrika | 6 - 22 | Chinees Taipei | Scheidsrechter: Jan van de Heide |
| 11 oktober 1994 |             |        |                | Scheidsrechter: Jan van de Heide |

|                 |           |        |           |                                |
| 11 oktober 1994 | Indonesië | 4 - 26 | Australië | Scheidsrechter: Narendra Singh |
| 11 oktober 1994 |           |        |           | Scheidsrechter: Narendra Singh |

### Wedstrijden voor bepaling eindstand
|                 |           |        |             |                                    |
| 12 oktober 1994 | Indonesië | 2 - 21 | Zuid-Afrika | Scheidsrechter: Bruce Bungey (AUS) |
| 12 oktober 1994 |           |        |             | Scheidsrechter: Bruce Bungey (AUS) |

|                 |           |         |                |                                  |
| 12 oktober 1994 | Australië | 15 - 18 | Chinees Taipei | Scheidsrechter: Jan van de Heide |
| 12 oktober 1994 |           |         |                | Scheidsrechter: Jan van de Heide |

## Eindstand van het toernooi
| Plaats op ranglijst | Team           |
| ------------------- | -------------- |
| Goud                | Chinees Taipei |
| Zilver              | Australië      |
| Brons               | Indonesië      |
| 4                   | Zuid-Afrika    |

| Kampioen van 1994 |
| ----------------- |
| Chinees Taipei    |

1990 · 
1992 · 
1994 · 
1998 · 
2002 · 
2004 · 
2006 · 
2010 · 
2014 · 
2018 · 
2022 ·